# Worldwide Developers Conference
Apple Worldwide Developers Conference（アップル・ワールドワイド・デベロッパーズ・カンファレンス、略称：WWDC、世界開発者会議）は、Appleによるイベント。毎年開催している。開発者向けのイベントであり、5日間に渡って開催される。

## 概要
通例では夏(6月が多いが、5月開催や8月開催もある)に5日に渡って開催されている。
1997年までは、東京でJapan Developers Conferenceも開催されていた。

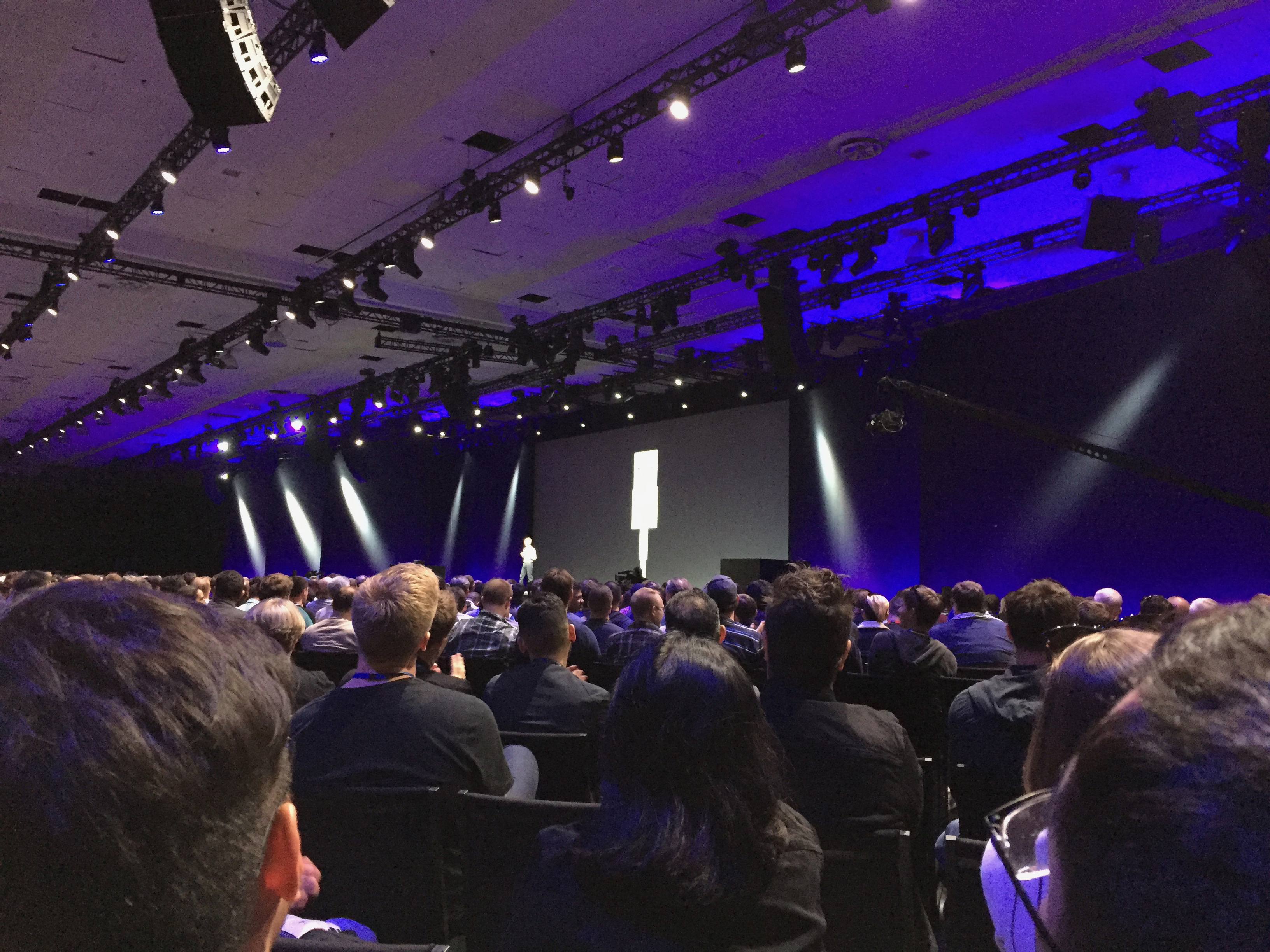
WWDC 2017 におけるプラットフォームの一般教書演説

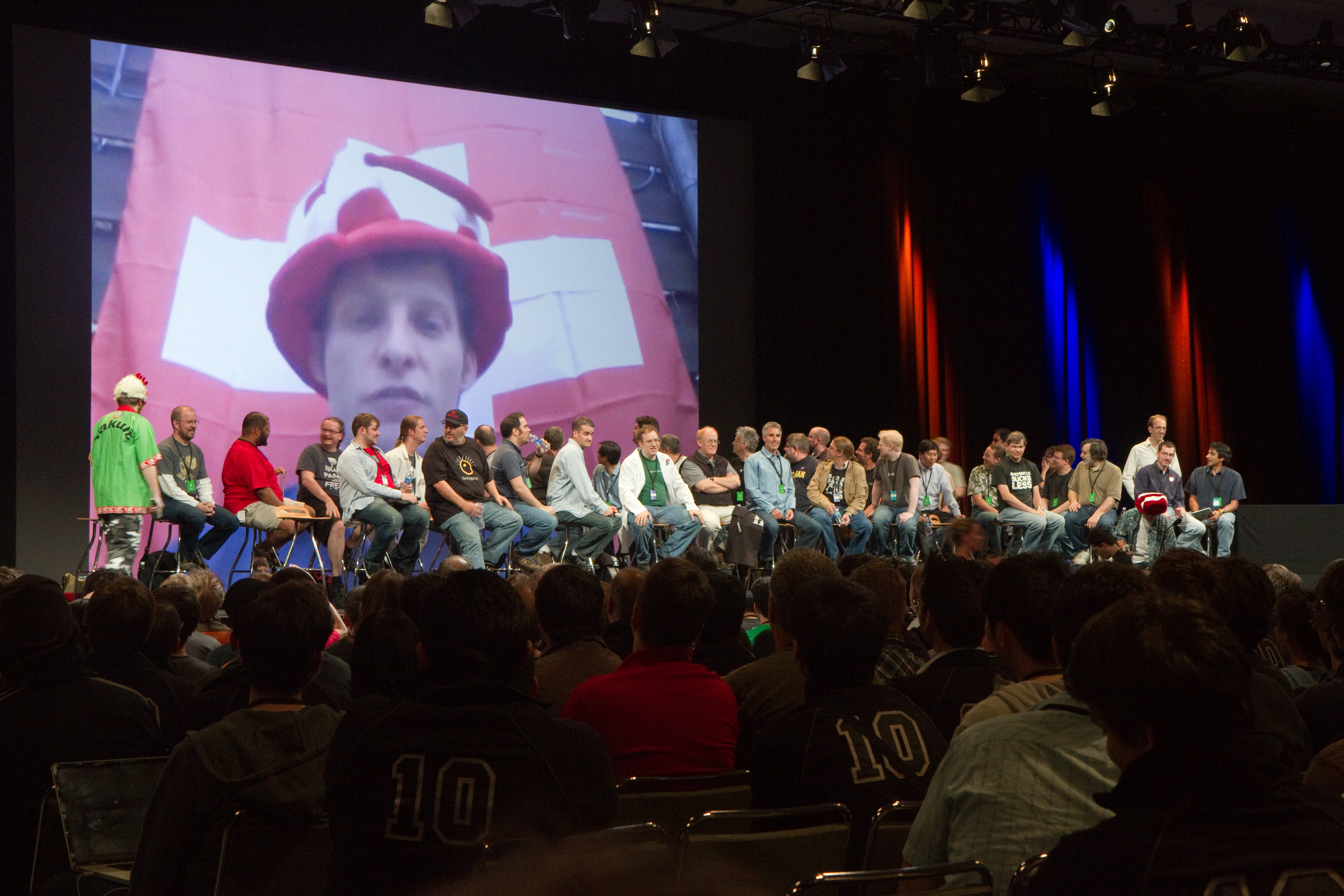
WWDC 2010 で専門家を困惑させる

従来はSan Jose McEnery Convention Centerで開催されていたが、毎年規模が大きくなっていき（2005年の参加者は3,500人超、2006年は4,200人超、2007年は5,000人超）、2003年以降2016年まではサンフランシスコのMoscone Center Westで開催された。2017年は3倍以上に拡張されたSan Jose Convention Centerへ会場を戻した。
2019年までは主にmacOS (macOS Server) およびiOSのソフトウェア開発者向けのイベントで有料（学生は無料）であった。
macOSやiOS, iPadOS, watchOSの新バージョンが発表される初日午前中の基調講演が注目を浴びるが、ソフトウェア技術セッションやLabが主な内容である。
参加にはApple Developer Connectionのメンバー登録が必要（無料のApple Developerで良い）、また参加登録の際にNDA（非開示契約）を結ぶ必要がある。参加者の多くはプログラマやシステムエンジニア、システムアドミニストレータである。
基調講演とApple Design Awardsの発表以外は全てNDAの元で非公開に行われていたが、2014年からは技術セッションの内容も即日一般公開されるようになった。
セッションへのゲスト登壇者には、2002年のティム・オライリー、2004年のジェームス・ゴスリンなど関係する人物が多かったが、Apple製品の開発に関係のない著名人が出演することもあった。例えば、2011年のバズ・オルドリンなど。
基調講演はライブ配信が、全てのセッションは録画映像配信が行われており、Safari, WWDCアプリ, YouTubeでの視聴が推奨されている。ライブ配信終了の数時間後には公式サイトにてその映像が公開され、iTunes StoreのPodcast、及びYouTubeで無償配信され、誰でも見ることができる状態になる。
第三者によるビデオ撮影およびストリーム配信は禁止されている。更に2015年以降は自撮り棒等の持込が全面禁止となった。
なお、一時期ライブ配信が行われていなかったことがある。この時期は、講演を傍聴している報道関係者等によるテキストメモ及び写真撮影にそれらの即時配信だけが許可されていて、講演のリアルタイムの様子は彼らがサイトにアップロードした内容をウォッチすることで把握するスタイルが確立していた（これらはWWDC基調講演に限らずAppleの公式イベント全てで同様であった）が、ライブ配信が再開されたため過去の様式となった。しかし報道関係者の許可内容はそのまま存置されている。

## 基調講演
基調講演は初日午前中に開催され、AppleのCEOと幹部、及びゲスト出演者による発表が行われる。
2008年から2010年にかけて基調講演でiPhoneの発表も行われていたが、2011年以降はiOSのハードウェアは発表されず、iOS, iPadOSの新バージョン発表及びベータ版リリースを行い、秋に行うイベントでiOS, iPadOS完成版及び新型iPhoneなどを投入している。
2013年までWWDCの中で唯一の公開となっていた基調講演は、主題であるmacOSやiOS関連以外にも大きな発表がある場合が多く、大きな注目を集める。主なハードウェア発表は以下の通り
| 年   | 発表                                                                             |
| ---- | -------------------------------------------------------------------------------- |
| 1998 | ボンダイブルーiMac                                                               |
| 2002 | Xserve                                                                           |
| 2003 | Power Mac G5 iSight                                                              |
| 2004 | 30インチのApple Cinema HD Display                                                |
| 2005 | Intel Macへの移行                                                                |
| 2006 | Intel Xserve Mac Pro                                                             |
| 2008 | iPhone 3G                                                                        |
| 2009 | iPhone 3GS                                                                       |
| 2010 | iPhone 4                                                                         |
| 2012 | MacBook Pro Retinaディスプレイモデル                                             |
| 2013 | 円筒形デザインのMac Pro (2013)                                                   |
| 2017 | iPad Pro iMac Pro HomePod                                                        |
| 2019 | Mac Pro (2019) Apple Pro Display XDR                                             |
| 2020 | MacのAppleシリコンへの移行発表                                                   |
| 2022 | Apple M2 MacBook Air(M2, 2022) MacBook Pro(M2, 2022)                             |
| 2023 | Apple M2 Ultra Mac Studio(2023) Mac Pro(2023) MacBook Air(2023) Apple Vision Pro |

## 一覧
この一覧は未完成です。加筆、訂正して下さる協力者を求めています。
基本的に、1日目の基調講演について記す。

### San Jose McEnery Convention Center

#### WWDC 1996（1996年5月）
ギル・アメリオのCEO就任以来初めてのWWDC。Coplandについて、ほぼ独占的に話した。Coplandは、Apple エンジニアリングの唯一の焦点であり、数カ月以内に開発者に出荷される予定であると繰り返し述べた。完全なリリースは 1996 年後半に予定された。しかし、実行中のシステムのデモがあったとしても、ほとんど披露されなかった。代わりに、新しいファイル管理ダイアログなど、パッケージに含まれるさまざまなテクノロジとユーザーインターフェイスをデモンストレーションしていた。

#### WWDC 1997（1997年5月）
スティーブ・ジョブズFireside Chatに登壇した。基調講演は、ギル・アメリオCEOがメインであった。

#### WWDC 1998（1998年5月）
従業員の離職率の低下、CompUSAの売上の改善、2四半期連続の黒字化などのささやかな朗報のほか、イベント数日前に発表されたiMacについて話した。

#### WWDC 1999（1999年5月）
新型PowerBookを発表。一部の参加者に配布した。

#### WWDC 2000（2000年5月）
昨年と異なり、基調講演を除くすべてのセッションに秘密保持契約が課せられた。また、場内では英語のほかに唯一日本語での同時通訳が行われていた。Mac OS Xについて、夏にパブリックβ版を配布、正式出荷は2001年早々にすると発表した。新しい光学式マウスと新しいPower MacデスクトップとiMacを発表。近日発売予定のMac版Officeを披露したMicrosoftの担当者を歓迎した。

#### WWDC 2001（2001年5月）
Mac OS X v10.1について話した。

#### WWDC 2002（2002年5月）
Mac OS X v10.2を発表。Mac OS 9とMac OS Xの両対応終了に伴い、Mac OS 9に対し、黙祷を捧げた。

### Moscone Center West

#### WWDC 2003（2003年6月）
次期Mac OS X Pantherについて、新機能などを発表した。Power Mac G5などのハードウェア製品のほか、Safariなどのソフトウェア製品の発表もした。

#### WWDC 2004（2004年6月 - 7月）
Mac OS X Tigerについて発表した。また、Microsoftの次期OSであるLonghornを意識した発言が随所に見られた。

#### WWDC 2005（2005年6月）
主にIntelチップへの移行について話し、Developer Transition Kitの配布を発表した。

#### WWDC 2006（2006年8月）
Microsoftが1月に出荷した大幅に遅れたアップグレードであるWindows Vistaを愚弄するビデオテープによる紹介から始まった。Apple のプレゼンテーションの大部分はWWDC 2005の基調講演で言及したMac OS X Leopardについてだった。

#### WWDC 2007（2007年6月）
Mac OS X Leopardのほか、iPhoneについて話した。

#### WWDC 2008（2008年6月）
App Storeなどを備えたiPhone OS 2.0を発表。また、iPhone 3Gも発表した。

#### WWDC 2009（2009年6月）
スティーブ・ジョブズ、病気による休暇。フィル・シラーが主に務めた。Mac OS X Snow Leopardや、OS X iPhone 3.0をデモ。One more thing...では、iPhone 3GSについて発表した。

#### WWDC 2010（2010年6月）
iPhone 4や、次期OSを発表。

#### WWDC 2011（2011年6月）
次期OSのほか、iCloudの紹介などを行った。また、この年、スティーブ・ジョブズは亡くなった。

#### WWDC 2012（2012年6月）
新型Macや、次期OSの発表。

#### WWDC 2013（2013年6月）
OS Xのコードネームがネコ科の動物からカリフォルニア州の地名に変更されたOS X Mavericsを含む次期OSの発表などを行った。また、この基調講演は71秒で完売された。

#### WWDC 2014（2014年6月）
OS X YosemiteやiOS 8などを基調講演で発表した。基調講演ではその他、OSや製品の出荷状況などを強調した。

#### WWDC 2015（2015年6月）
次期OSを発表した。後半にはOne more thing...で、Apple Musicを発表した。

#### WWDC 2016（2016年6月）
OS XからmacOSに変わったSierraを含む次期OSを発表した。ハードウェアの発表はなかった。

### San Jose McEnery Convention Center

#### WWDC 2017（2017年6月）
次期OSを発表した。iMac ProやiPad Proなどのプロ向けのラインナップの変更を行った。

#### WWDC 2018（2018年6月）
次期OSを発表した。ハードウェアの発表はなかった。

#### WWDC 2019（2019年6月）
次期OSを発表。Swift UIも発表した。その他、新型Mac Proを発表した。

### Apple Park

#### WWDC 2020（2020年6月）
Appleシリコンへの移行を2年間かけて行うと発表。ほかに、次期OSなどを発表した。

#### WWDC 2021（2021年6月）
次期OSを発表した。

#### WWDC 2022（2022年6月）
次期OSのほか、Apple M2などを発表した。6月7日からは開発者向けに、さまざまなアプリやゲームを作成するのに役立つ情報を紹介するセッションを用意していた。さらに、アップルのエンジニア、デザイナー、専門家などを予約し、1対1でレクチャーが受けられるラボなどが用意された。

#### WWDC 2023（2023年6月）
次期OSのほか、Apple M3を軸にして、多くのMacを発表した。また、iPhone X発表以来となるOne more thing...で、Apple Vision Proを発表した。

#### WWDC 2024（2024年6月）
次期OSのほか、Apple独自の生成AIプラットフォームであるApple Intelligenceを発表した。

#### WWDC 2025（2025年6月）
次期OSで採用する新たなデザイン言語Liquid Glassを発表した。これまでのバージョン表記を止め、すべてのOSに26という番号を付与する。